# Quyến rũ
Trong tính dục ở loài người, seduction, hay quyến rũ, câu dẫn (tiếng Trung: 勾引/ Gōuyǐn), có nghĩa là lôi kéo vào quan hệ tình dục.
Các chiến lược quyến rũ bao gồm các kịch bản tình dục, cận ngôn ngữ (paralanguage), giao tiếp phi ngôn ngữ, và các chiến lược hành vi ngắn hạn. Từ quyến rũ bắt nguồn từ tiếng Latinh và có nghĩa đen là "dẫn đi lạc lối". Do đó, thuật ngữ này có thể mang hàm ý tích cực hoặc tiêu cực. Những kẻ quyến rũ nổi tiếng trong lịch sử hoặc truyền thuyết bao gồm Lilith, Giacomo Casanova và nhân vật hư cấu Don Juan. Sự xuất hiện của internet và công nghệ đã hỗ trợ sự sẵn có và tồn tại của một cộng đồng quyến rũ, dựa trên các diễn ngôn về sự quyến rũ. Điều này chủ yếu là do "nghệ sĩ/bậc thầy tán tỉnh/lừa tình" (Pickup artist, PUA) thực hiện. Sự quyến rũ cũng được sử dụng trong tiếp thị để tăng cường sự tuân thủ và sự sẵn lòng.
Sự quyến rũ, được nhìn nhận một cách tiêu cực, bao gồm sự cám dỗ/dụ dỗ/lôi kéo (enticement), thường có bản chất tình dục, để dẫn ai đó đi lạc vào một lựa chọn hành vi mà họ sẽ không thực hiện nếu họ không ở trong trạng thái hưng phấn tình dục. Nhìn một cách tích cực, quyến rũ là từ đồng nghĩa với hành động quyến rũ (charming) ai đó - nam hay nữ - bằng cách thu hút các giác quan, thường với mục tiêu giảm bớt nỗi sợ hãi vô căn cứ và dẫn đến "sự giải phóng tình dục" của họ. Một số bên trong cuộc tranh luận học thuật đương thời tuyên bố rằng tính đạo đức của sự quyến rũ phụ thuộc vào tác động lâu dài đối với các cá nhân liên quan chứ không phải bản thân hành động đó và có thể không nhất thiết mang hàm ý tiêu cực được thể hiện trong định nghĩa từ điển.